# Macromedia
Macromedia a fost o companie producătoare de software (în general, dezvoltare web și grafică) din Nordul Americii cu sediul în California, San Francisco, producând software precum Macromedia Flash (acum Adobe Flash) și Macromedia Dreamweaver (acum Adobe Dreamweaver). Întreaga linie de produse Macromedia este acum controlată de către compania rivală, Adobe Systems, care a achiziționat Macromedia pe 3 decembrie 2005.

## Istoric
Macromedia a fost formată în anul 1992 ca fuziune între companiile Authorware Inc. (creatorii lui Authorware) și MacroMind-Paracomp (creatorii lui Macromind Director).
Director, un intrument de creat aplicații multimedia interactive, folosit în general la programele și aplicațiile ce rulau pe CD-uri și aplicațiile informative, a fost primul produs de succes al Macromediei până în mijlocul aniilor 1990. Cum piața aplicațiilor pe CD-uri a intrat în declin și World Wide Web-ul a crescut în popularitate, Macromedia a creat Shockwave, un motor de vizualizare a aplicațiilor create cu Director pentru browserele Web.

## Principalele softuri
- Flash
- Dreamweaver
- Coldfusion
- Director
- Fireworks
- Freehand